# 天主教阿雷格里港总教区
天主教阿雷格里港總教區（拉丁語：Archidioecesis Portalegrensis in Brasilia）是羅馬天主教在巴西的一個教省總教區，下轄四個教區。
1848年5月7日成立教區，1910年8月15日升為總教區。總教區位於南大河州東部，2004年有教友2,475,398
人，佔轄區總人口74.9%。教區下轄177個堂區，有400名司鐸。現任總主教為雅各伯·斯賓格勒，輔理主教為萊奧馬爾·安多尼·布魯斯托林、阿帕雷西多·多尼澤蒂·德索薩、阿迪爾松·伯多祿·布辛和達爾萊·若瑟·庫梅爾，榮休總主教為達德烏斯·格林格斯。